# Капитан Бифхарт
Капитан Бифхарт (Кэптэйн Бифхарт, англ. Captain Beefheart — дословно Капитан Бычье Сердце, настоящее имя — Дон ван Влит, англ. Don Van Vliet, при рождении Дон Глен Влиет, англ. Don Glen Vliet; 15 января 1941 — 17 декабря 2010) — американский музыкант-экспериментатор, саксофонист и художник, работавший с группой The Magic Band.

## Биография
Его отец был голландского происхождения, и Дон специально добавил приставку «ван» к своей фамилии, чтобы указать на свои голландские корни, а также в знак почтения работам голландских художников (изобразительное искусство всегда было одним из его основных приоритетов).
Фрэнк Заппа пишет в своей книге о нём: «Свой сценический псевдоним — Капитан Бифхарт, Бычье Сердце, — Дон получил так: у его дяди Алана, с которым они какое то время жили вместе, была привычка оголяться перед его (Алана) подругой Лори. Он ссал, не закрывая дверь туалета, а если она проходила мимо, бормотал что-то о своем отростке, к примеру:
Ах, какой красавец! Прямо вылитое большое бычье сердце.»
Капитан Бифхарт руководил музыкальным коллективом The Magic Band с середины 1960-х до начала 1980-х годов. Он был фронтменом-вокалистом и играл на губной гармонике, а иногда на саксофоне и клавишных. Альбомы, записанные группой, выпускались под общим названием «Captain Beefheart and the Magic Band» или «Captain Beefheart and his Magic Band». Возможно, самой известной работой Кэптена Бифхарта является альбом 1969 года Trout Mask Replica, спродюсированный другом детства Ван Влиета Фрэнком Заппой. Этот альбом по сей день считается шедевром музыкального сюрреализма и одним из самых своеобразных альбомов в истории рок-музыки.
Коммерческого успеха Капитан Бифхарт никогда не имел. Однако принято считать, что доля его влияния на появившиеся позже музыкальные направления (панк, новая волна, пост-рок) и на следующие поколения музыкантов неисчислима.
После окончания музыкальной карьеры (около 1982 года) Дон Ван Влиет лишь изредка появлялся на публике, предпочитая тихую жизнь в Калифорнии. В последние годы жизни основным его интересом была живопись. С середины 1980-х годов проходят выставки его картин.
На телеэкране Бифхарта можно было увидеть нечасто, например, в документальном фильме режиссёра Антона Корбейна «Some Yoyo Stuff» (1993) с участием матери художника, самого Антона Корбейна и одного из поклонников творчества Бифхарта — режиссёра Дэвида Линча.
В 2002 году барабанщик Джон «Драмбо» Френч, участник оригинального состава The Magic Band, реформировал коллектив без участия Ван Влиета. Группа активно гастролировала в 2002—2003 годах и выпустила два альбома — студийную запись (2003) и концертник (2005).
25 июня 2019 года The New York Times Magazine назвал Капитана Бифхарта среди сотен исполнителей, чей материал, как сообщается, был уничтожен во время пожара в Universal Studios Hollywood 2008 года.

## Дискография

### Студийные альбомы
- Safe as Milk (1967)
- Strictly Personal (1968)
- Trout Mask Replica (1969) (21-е место в британских чартах)
- Lick My Decals Off, Baby (1970) (20-е место в британских чартах)
- Mirror man (1971)
- The Spotlight Kid (1972) (131-е место в чартах США)
- Clear Spot (1972) (191-е место в чартах США)
- Unconditionally Guaranteed (1974) (192-е место в чартах США)
- Bluejeans & Moonbeams (1974)
- Bongo Fury (1975) (с Фрэнком Заппой) (66-е место в чартах США)
- Shiny Beast (Bat Chain Puller) (1978)
- Doc at the Radar Station (1980)
- Ice Cream for Crow (1982)

### Сборники, архивные записи, концертные альбомы
- The Legendary A&M Sessions EP (1984)
- I May Be Hungry But I Sure Ain’t Weird (1992)
- A Carrot Is as Close as a Rabbit Gets to a Diamond (1993)
- London 1974 (1994)
- Grow Fins: Rarities 1965—1982 (1999)
- The Dust Blows Forward (1999)
- I’m Going to Do What I Wanna Do: Live at My Father’s Place 1978 (2000)
- Magnetic Hands — Live in the UK 72-80 (2002)
- Railroadism — Live in the USA 72-81 (2003)
- Live’n’Rare (2004)
- Amsterdam 1980: Live (2006)

### Синглы
- «Diddy Wah Diddy» / «Who Do You Think You’re Fooling» (1966)
- «Moonchild» / «Frying Pan» (1966)
- «Yellow Brick Road» / «Abba Zaba» (1967)
- «Pachuco Cadaver» / «Wild Life» (France only) (1970)
- «Click Clack» / «I’m Gonna Booglarize You, Baby» (1972)
- «Too Much Time» / «Clear Spot» (1973)
- «Upon the My-O-My» / «Magic Be» (UK) (1974)
- «Sure 'Nuff 'n Yes I Do» / «Electricity» (1978)
- «Ice Cream for Crow» / «Oceands» (1982)